# Kanton Vic-le-Comte
Der Kanton Vic-le-Comte ist seit 1790 ein französischer Wahlkreis in den Arrondissements Clermont-Ferrand und Issoire im Département Puy-de-Dôme und in der Region Auvergne-Rhône-Alpes; sein Hauptort ist Vic-le-Comte.

## Gemeinden
Der Kanton besteht aus 19 Gemeinden mit insgesamt 20.894 Einwohnern (Stand: 2022) auf einer Gesamtfläche von 173,29 km²:
| Gemeinde                 | Einwohner 1. Januar 2022 | Fläche km² | Dichte Einw./km² | Code INSEE | Postleitzahl | Arrondissement   |
| ------------------------ | ------------------------ | ---------- | ---------------- | ---------- | ------------ | ---------------- |
| Busséol                  | 221                      | 5,68       | 39               | 63059      | 63270        | Clermont-Ferrand |
| Chadeleuf                | 429                      | 5,70       | 75               | 63073      | 63320        | Issoire          |
| Coudes                   | 1.241                    | 4,66       | 266              | 63121      | 63114        | Issoire          |
| Laps                     | 597                      | 7,09       | 84               | 63188      | 63270        | Clermont-Ferrand |
| La Roche-Noire           | 630                      | 3,07       | 205              | 63306      | 63800        | Clermont-Ferrand |
| Manglieu                 | 472                      | 21,09      | 22               | 63205      | 63270        | Clermont-Ferrand |
| Mirefleurs               | 2.336                    | 9,05       | 258              | 63227      | 63730        | Clermont-Ferrand |
| Montpeyroux              | 325                      | 3,29       | 99               | 63241      | 63114        | Issoire          |
| Neschers                 | 890                      | 9,78       | 91               | 63250      | 63320        | Issoire          |
| Parent                   | 889                      | 3,76       | 236              | 63269      | 63270        | Issoire          |
| Pérignat-sur-Allier      | 1.492                    | 4,90       | 304              | 63273      | 63800        | Clermont-Ferrand |
| Pignols                  | 340                      | 9,29       | 37               | 63280      | 63270        | Clermont-Ferrand |
| Plauzat                  | 1.680                    | 13,01      | 129              | 63282      | 63730        | Issoire          |
| Saint-Georges-sur-Allier | 1.352                    | 9,42       | 144              | 63350      | 63800        | Clermont-Ferrand |
| Saint-Maurice            | 990                      | 5,40       | 183              | 63378      | 63270        | Clermont-Ferrand |
| Sallèdes                 | 566                      | 18,81      | 30               | 63405      | 63270        | Clermont-Ferrand |
| Sauvagnat-Sainte-Marthe  | 465                      | 6,41       | 73               | 63411      | 63500        | Issoire          |
| Vic-le-Comte             | 5.336                    | 18,09      | 295              | 63457      | 63270        | Clermont-Ferrand |
| Yronde-et-Buron          | 643                      | 14,79      | 43               | 63472      | 63270        | Clermont-Ferrand |
| Kanton Vic-le-Comte      | 20.894                   | 173,29     | 121              | 6331       | –            | –                |

Bis zur Neuordnung bestand der Kanton aus den 13 Gemeinden: Busséol, Isserteaux, Laps, Manglieu, Mirefleurs, Parent, Pignols, La Roche-Noire, Saint-Georges-sur-Allier, Saint-Maurice, Sallèdes, Vic-le-Comte und Yronde-et-Buron.

## Bevölkerungsentwicklung
| Jahr                       | 1962  | 1968  | 1975  | 1982  | 1990   | 1999   | 2010   |
| Einwohner                  | 6.328 | 7.121 | 8.163 | 9.692 | 11.197 | 11.752 | 13.569 |
| Quellen: Cassini und INSEE |       |       |       |       |        |        |        |